# Мала Литва
54°52′00″ пн. ш. 22°32′00″ сх. д. / 54.866666666667° пн. ш. 22.533333333333° сх. д.
| Мала Литва Жмудь Аукштота | Сувальщина Дзукія |

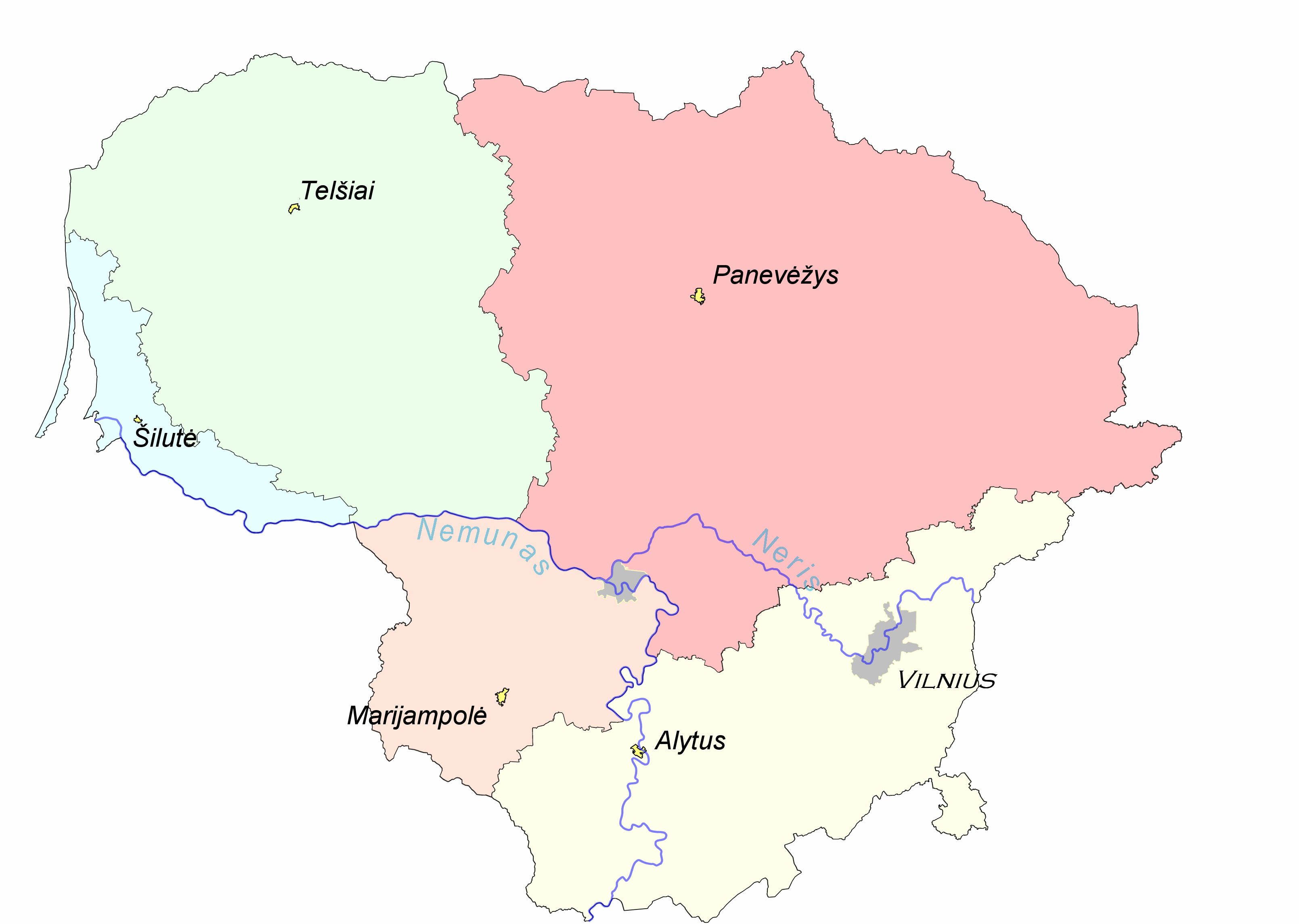
Етнорегіони Литви

Мала Литва (лит: Mažoji Lietuva, пол: Mała Litwa, біл: Малая Летува нім. Kleinlitauen; рос. Máлая Литвá) або Прусська Литва (лит. Prūsų Lietuva; нім. Preußisch-Litauen, пол. Litwa Pruska) — історичний етнографічний регіон Пруссії, пізніше Східна Пруссія в Німеччині, де жили прусські литовці або просто литовці. Мала Литва була північною частиною цієї провінції і отримала ім'я завдяки істотному литовськомовному населенню. До вторгнення Тевтонських Лицарів у 13-му сторіччі, головна частина території, пізніше відомої як Мала Литва, була населена племенами склавинів і надрувіанців, що були залежні від великого князівства Литовського наприкінці 13-го сторіччя. Земля обезлюділа до певної міри протягом війни між Литвою і Тевтонським орденом. Війна закінчилася Мельненським договором і на землю повернулись литовці; термін Мала Литва з'явився вперше між 1517 і 1526. За винятком Клайпедського краю, який став підмандатною територією Ліги Націй у 1920 за Версальським договором і був аннексований Литвою в 1923, область була частиною Пруссії до 1945. Сьогодні невелика частина Малої Литви в межах сучасної Литви і Польщі, більшість території — частина Калінінградської області Росії.
Хоча майже нічого не лишилось від культури після переселення східнопрусського населення після Другої Світової Війни, Мала Литва зробила важливий внесок в литовську культуру. Письменна форма мови прусських литовців забезпечила «скелет» сучасної литовської мови. Мала Литва була домівкою Крістіонаса Донелайтіса, пастора і поета та засновником литовської літератури народною мовою, і Відунаса, видатного автора й філософа.
1) Клайпедський край (лит: Klaipėdos kraštas, пол: Kraj Kłajpedzki) — смуга території на крайньому заході Литви, яка разом з містом Клайпеда до 1923 р. і в 1939-1945 рр. була частиною Східної Пруссії, входячи до складу Німецької імперії.
2) з XVI ст. до 1918 р. Малою Литвою також називали теперішню Калінінградську область (Російська Федерація), тобто північну частину колишньої Східної Пруссії. Це стародавні землі балтів, батьківщина литовської писемності; тут надруковано першу литовську книгу, випущено першу граматику, першу збірку пісень, створено перший литовський краєзнавчий гурток, вперше почали збирати литовський фольклор, вивчати литовську мову; тут були відкриті перші литовські школи.

## Термінологія і регіон
«Мала Литва» (Kleinlitauen) термін, застосований до північно-східної частини колишньої провінції Східна Пруссія (близько 31 500 км²), був вперше згаданий як Kleinlittaw в Прусській Хроніці Саймона Грунау на початку 16-го сторіччя (між 1517 і 1526) і був пізніше повторений іншим прусським літописцем Лукасом Давидом. Мала Литва термін був застосований протягом 19-го сторіччя і використовується ширше протягом 20-го сторіччя, здебільшого серед істориків і етнографів.
Північно-східна межа розселення литовців була державним кордоном між Литвою і Пруссією, але південно-західна межа не була ясна і Мала Литва тому це могло бути:
- область обмежена з півдня лінією (близько 11 400 км²) Беззангерегереса, що приблизно збігається з областю колишньої адміністративної Литовської провінції (близько 10 тисяч км².), де населення було майже повністю литовським до 1709-11,
- або область колишнього регіону з фактичною литовською більшістю або значного відсотка литовців (близько 17-18 тисяч км².).

Адміністративні терміни Литовська провінція (Provinz Litthauen), Литовські райони (Littauischen Aembtern), Литовське князівство (Littauische Kreis) або просто Прусська Литва (Preuszisch Litauen), Литва (Litauen) використовувалися, щоб послатися на литовське населення адміністративної одиниці (надрувіанців і склавинів) в юридичній документації Прусської держави починаючи з 1618. Литовська провінція була названо Klein Litau, Klein Litauen, Preussisch Litthauen, Мала Литва, Litvania в картах Пруссії починаючи з 1738. Офіційне використання поняття Прусська Литва значно зменшено після адміністративної реформи 1815-18.

## Географія

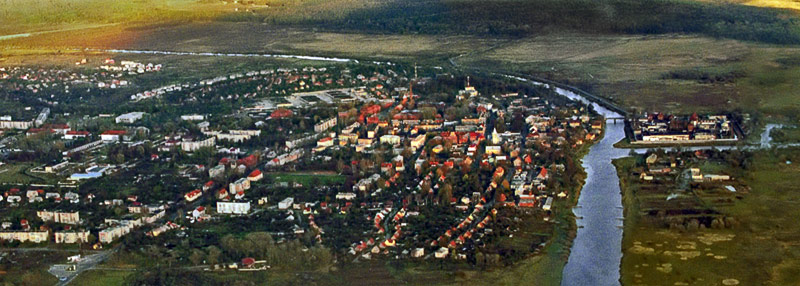
Преголя, можлива південна етнічна межа Литовської області в 19-му сторіччі

Область Малої Литви охоплювала терени між пониззям річки Данге; (нім. Dange) на півночі і головних верхів'їв річкового Преголя (нім. Pregel) на півдні. Південно-західна лінія йшла Куршською затокою (лит. Kuršių marės) вздовж річки Деймена на півдні, продовжувалась вздовж річки Преголя річки Альна (зараз Лава) і звідси на південь уздовж річки Ашвінс (Swine) до Ашвинського озера (Nordenburger See) і звідти у напрямку на схід до кордону з Великою Литвою. Регіон охопив близько 11 400 км². Ширше поняття Мала Литва включає область на захід від річки Альна і на південь від пониззя Преголя і Земландський півострів, (17-18 тисяч км&178).
Колишній етнічний регіон Мала Литва належить до різних держав сьогодні. Частина Калінінградської області (виключаючи місто Калінінград і його передмістя), Вармінсько-Мазурське воєводство у Польщі, також як і деяких територіях в сучасній Литві: Клайпеда, і Нерінга, Пагегяй зараз є етнічно, лінгвістично і культурно литовський регіон. Хоча зараз поділена серед країн, Мала Литва була цілком частиною Пруссії і тому політично відокремлений від литовської державності.
До 1918, вся Мала Литва була частиною провінції Східна Пруссія, Королівства Пруссії, ядро середньовічної Пруссії. Це був регіон за межами Литви, населений переважно прусськими литовцями. Етнічні прусські литовці були протестантами на відміну від мешканців Великої Литви, що були римськими католиками.
Прусські литовці надали початкові назви німецьким містам: Клайпеда, Тильзит тощо.

## Історія

### До появи терміна Мала Литва
Територія, яка отримала назву Мала Литва в 16-му сторіччі, не була чужа литовцям етнічно, також як і політично за раніші часи. Один раз була частково підвладна Литві в 13-му сторіччі. Пізніше, була захоплена (1275-76) і підвладна Тевтонським лицарям, земля вважалась спадщиною Ольгерда (офіційно) і Вітовта (неофіційно).

### Німецько-литовська конкуренція
Територія західної Литви зазнала навалу Ливонського ордену з півночі і Тевтонського ордену з півдня в 13-му сторіччі. Ордени захоплювали землі балтійських і рутенських племен.
Ордену було надано право над язичницькими землями римськими папами і імператорами Священної Римської Імперії. Після Саульської битви Ливонський орден був розбитий і об'єднаний з Тевтонським орденом як частина його. Міндовг, у критичних політичних обставинах під час його правління, щоб не коритися ордену, прийняв хрещення і корону від папи. Після того, як Міндовг став королем, прямою промовою Папи Римського, в 1253, акти надань земель для Ливонського ордена були написані:
- 1253 липня, акт надання земель надрувіанців і куршів ордену було підписане в Литовській курії Міндовгом.
- 1259 акт надання Дзукії і Скаловії Ордену підписано Міндовгом. Вважається, в історіографії, що цей акт був фальсифікований Орденом.

Всі балтійські племена повстали проти Ордену після Дурбенської битви (1260). Міндовг офіційно скасував свої відносини з Ливонським орденом в 1261 і акти про надання земель стали недійсними.
Надрувія і Сколовія які займали великі площі майбутньої Малої Литви, були загарбані Тевтонськими лицарями в 1275-76 після прусського повстання, коли вони досягли Німану з півдня в 1282. Литва також не зуміла зберегти Земгальські замки, розташовані на півночі Литви, і Земгале впав під натиском Ордену остаточно протягом правління Гедиміну. Жмудь, чиї землі лежать на межі між Ливонським і Тевтонським Орденом, була багато раз юридично надана Ордену литовськими князями, римськими папами, імператорами Священної Римської Імперії. Литовські князі передали Клайпеду Тевтонському ордену (його Ливонський гілці) в 1328.
Спадок Надрувії і Скаловії пам'ятався після Міндовгу великими князями Литви: Ольгердом, протягом переговорів про хрещення литовців, який писав (1358) імператору Священної Римської Імперії, Карлу IV, що він згоден прийняти християнство, за умови що Орден буде переміщен на кордони Русі для боротьби з татарами і Литві була б повернені землі по річці Альна, Преголя і Балтійське море. Литовські великі князі ймовірно вважали, що Орден є незаконною державою, пропагуючи місію хрещення як головну мету і фактично шукаючи політичні повноваження весь час. Додатково, після того, як орден став протестантською державою, завойовані Балтійські землі не були визнані як його володіння римськими папами.
Після Грюнвальдської битви розпочалась суперечка між Великим Князівством Литовським і Орденом що до Жмуді. Вітовт хотів, щоб межею була річка Німан, тоді як Орден хотів мати Веліону і Клайпеду у своєму складі. Обидві сторони були згодні ухвалити майбутнє рішення представника імператора Сигізмунда — Марка Бенедикта. Він вирішив, що Веліону і Клайпеду доведеться залишити за Литвою (1413).
Орден не ухвалив рішення. Пізніше Вітовт ухвалив рішення, яке прийняв імператор Сигізмунд. Він визнав терени Жмуді за Орденом (1420). Польське і литовське військо, не захоплюючи замки, спустошило Пруссію і потім підписали Мельненський договір. Клайпеда була залишена за Орденом. Починаючи з Мельненського договору, терени що пізніше стають Малою Литвою були офіційно відокремлені від Литви. Вона стає частиною Чернечої держави Тевтонських лицарів.

### Після виникнення терміна Мала Литва
Державою Тевтонського Ордену стала Пруссія в 1525 і термін Мала Литва з'явилася біля цього часу (1517-26). Мала Литва була частиною Пруссії до 1701, Королівства Пруссії до 1871, Німецької Імперії до 1918 і Німецького Рейху до 1945. Політична межа, встановлена Мельненським договором була тією ж що і за договором з 1923, коли Клайпедський край (Memelland) був об'єднаний з Литвою.

### Після І світової війни

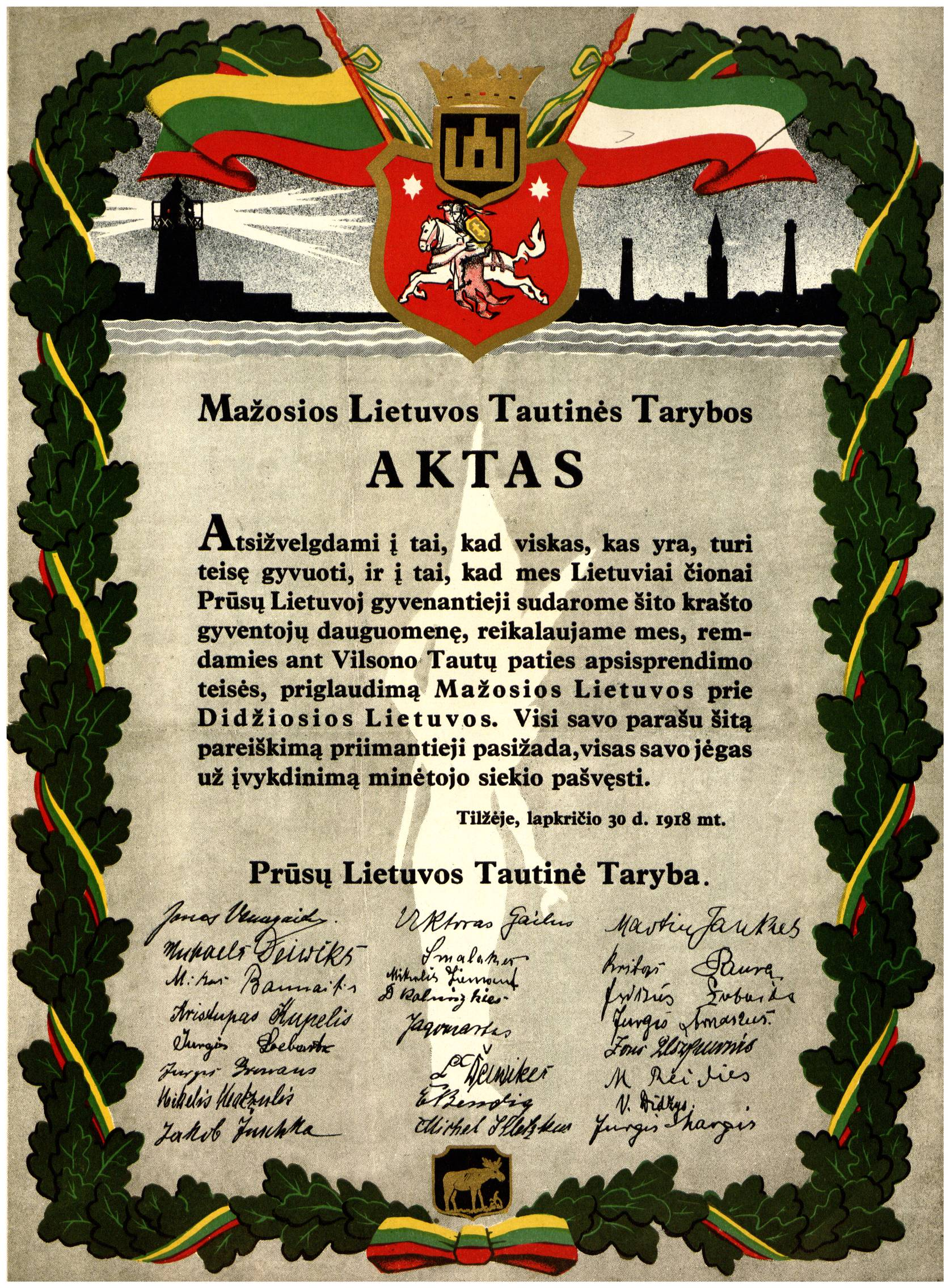
Тилістський акт

Литва оголосила свою незалежність від Росії у 1918 протягом Першої Світової війни. Деякі активісти прусських литовців підписали Тильзитський акт, вимагаючи об'єднання Малої Литви і Великої Литви в єдину Литовську державу, тому від'єднуючи області Східної Пруссії від Німеччини, які були населені Прусськими литовцями. Ця заява підтримувалася Литовським урядом. Частина на північ від Німану аж до Клайпеди була відокремлена від Німеччини за Версальським договором у 1920, де було створено Клайпедський край.
Малу Литву було зроблено протекторатом Ліги Націй, для того, щоб гарантувати портові права Литві і Польщі. У січні 1923, під час імітованого Клайпедського повстання Клайпедський край був анексований Литвою в 1923 порушуючи Версальські угоди. Об'єднання території дозволило Литві зазнати економічного процвітання (з регіоном, що дає ВНП 30 % від загального). Проте, економічне значення регіону знизилося після економічних санкцій, нацистської Німеччини що були накладені в 1933.
Міністр іноземних справ Ріббентроп оголосив ультиматум литовському міністру іноземних справ 20 березня 1939, вимагаючи передачі Клайпедського краю Німеччині. Якщо не було б мирної передачі Німеччині, Ріббентроп присягався, що до Мемелю «застосують інші засоби, якщо необхідно». Литва скорилася ультиматуму і, замість права використовувати нові засоби гавані як Вільний порт, передала край Німеччині пізно ввечері 22 березня 1939. Мемельці з більшістю прусських литовців зустріли передачу Німеччині з радістю. Це було останнє територіальне надбання нацистської Німеччини до II Світової Війни. Інша частина Литви безпосередньо була окупована Радянським Союзом.

## Етнічна історія

### Історіографія
Історично вважалось, що Прусські литовці є автохонами Східної Пруссії. Основою мовних меж прусських литовців була лінія Беззангерегереса. Теоретично вважалось, що надрувіанці і склавіни є західними литовцями і предками литовців. Ця теорія була поширена до 1919.
За другою теорією, перше литовське населення території, яка пізніше стала Малою Литвою, з'являється тільки після закінчення війни. Теорія була запущена Дж. Мортенсоном в 1919. За нею, що склавіни, надрувіанці і ятвяги були пруссаками ще до, німецької і литовської колонізації у 15-16 му сторіччі — Жмуді і Судовії. За Мортенсоном це була дика місцевість по обидва береги Німану аж до Каунасу до 13-14го сторіччя і переселення литовців почалося наприкінці 15-го сторіччя.
Литовський історик K. Яблонскіс, археолог P. Кулікаускас заперечував ідею покинутої землі, незаселених лісів (давньонімецька wildnis, wiltnis) і масової литовської міграції. Ідею литовської імміграції сприйняли Антанас Саліс, Зенонас Івінскіс. Г. Юргініс вивчив описи військових доріг у Литві і знайшов, що слово wildnis використовувалось в політичному сенсі. Він вивів, що wildnis був частиною Литви, яка належала до Ордену юридично, наданнями римських пап і імператорів Священної Римської Імперії, але не була підпорядкована йому завдяки опору місцевих мешканців. За Зігмасом Зінкевічесом теорія покинутої землі також критикується, тому що стару балтійську топонімію могли зберегти тільки місцеві люди, які постійно мешкали.
Генріх Ловміанський вважав, що племена надрувіанців і склавинів змінилися етнічно завдяки литовській колонізації ще за часів родоплемінного ладу. Лінгвіст З. Зінкевічус припустив, що надрувіанці і склавини були перехідними племенами між литовцями і пруссаками починаючи з набагато раніших часів, ніж відбулося німецьке вторгнення.

### Фон
Німецьке вторгнення і війна були чинником, що змінили колишнє становище Балтійської області. В той час коли німецький орден розширював свою територію, великі князі литовські мали інший вектор розширення впливу. На політичну ситуацію під час війни вплинули такі чинники:
- Стан військові технології. Тевтонський Орден побудував багато кам'яних фортець в Балтійських землях, здобуваючи контролю над етнічно іноземними землями.
- Географічна ситуація. Німан став свого роду кордоном між Орденом і Литвою протягом декількох десятиліть війни після німецького вторгнення. Німецькі замки були аж до Каунасу по Німану в 14-му сторіччі. Німан та ліси Жмуді надали найекономічніший варіант для захисних фортифікацій. Війна ймовірно змінила ситуацію населення області:
- Демографічна ситуація. Надрувія стала менш щільно заселена, ніж інші литовські землі, після війни між Тевтонським Орденом, пруссами, і Великим Князівством Литовським.
- Етнічна ситуація. Німецьке вторгнення і війна між німецькою державою і Литвою призвела до міграції балтійських племен. Але асиміляція і імміграція західно литовських племен, ймовірно, відбулися ще до німецького вторгнення.

### Етнічний склад

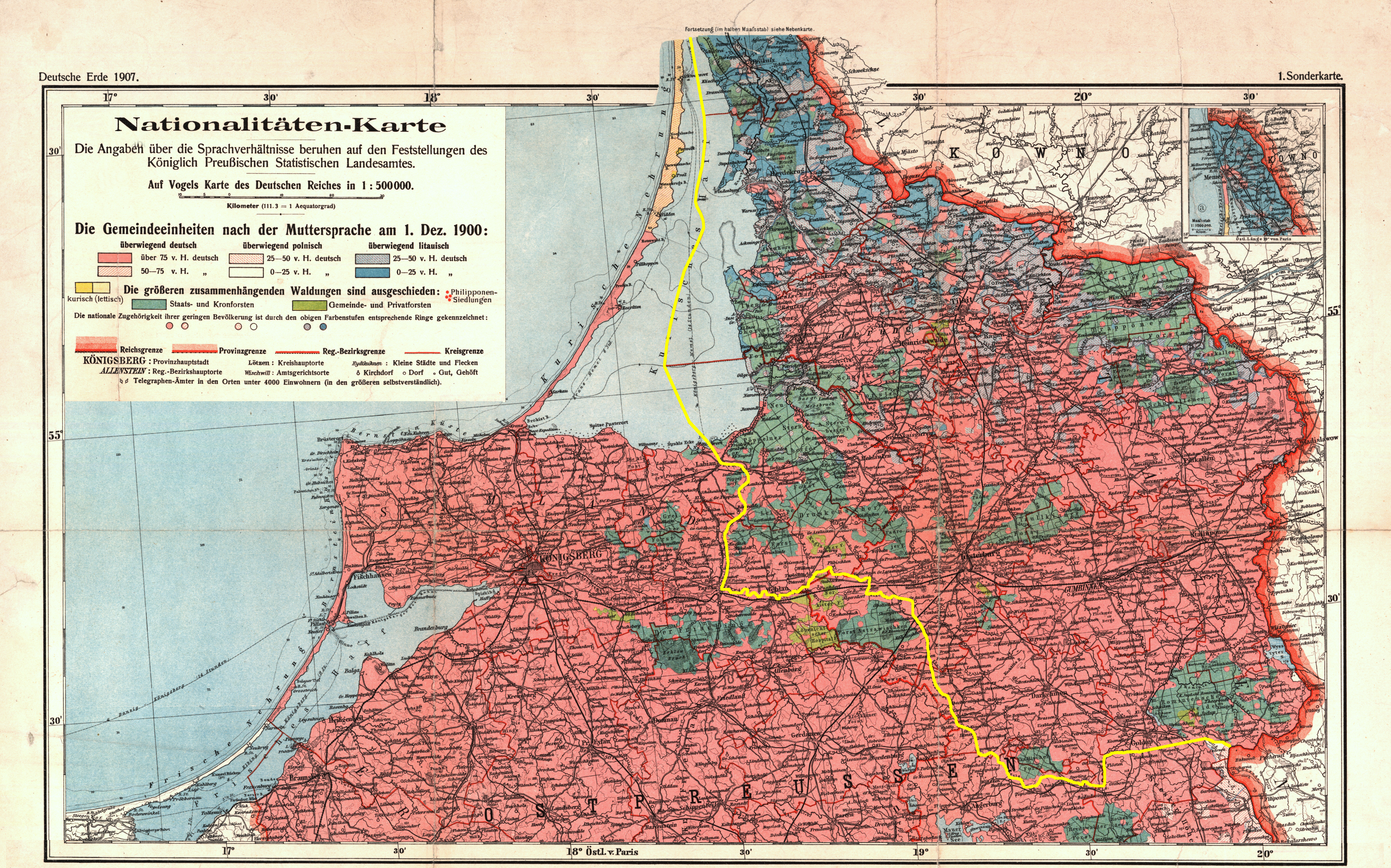
Етнічна мапа Малої Литви станом на 1907 рік

Економічна і особливо демографічна статистика була уривчаста до першого загального перепису 1816. Облік рідної мови почався починаючи з перепису 1825—1836. Тому, ситуація етнічного складу за більш раннього часу, відома з різних окремих джерел: різні записи і матеріальні запаси, описи і автобіографії сучасників, мова проповідей використовувала в церквах, регістри народжень і смертей; різні державні видані документи: статути, дії, декрети, розпорядження, декларації тощо. Топонімія Пруссії і її зміна — також джерело інформації.
Національність мешканців Малої Литви краще всього показується джерелами від четвертого десятиліття 18-го сторіччя. В процесі колонізації Малої Литви, був виданий наказ перевірити особистість державних селян. Дані показали розповсюдження національностей і кількість державних селян в Литовській провінції..

#### Литовники
Етнічні литовці Малої Литви називали себе Lietuvininks або Lietuvninkai.
Історичні джерела указують, що литовники — один з двох історичних шляхів розвитку всіх литовців. Lietuvninkai (Литовники) згадуються в записі (1341) другої псковської хроніки. У Великому Князівстві Литовському, слово lietuvis (литовці) було вельми вживаним, в Малій Литві слову lietuvininkas (литовники) віддавалася перевага. Деякі джерела використовували термін литовники, щоб послатися на будь-якого мешканця Малої Литви, незалежно від їх етнічної приналежності.
Литовці жили здебільшого в сільських областях. Німецькі міста були подібні до островів в Литовській провінції. Область була населено майже тільки литовцями до чуми 1709-11.

##### Чума 1709-11 і наслідки
До чуми 1709-11, в Східній Пруссії мешкало більш ніж 700 тис. осіб і аж до 300 тис. їх, мешкало в Литовській провінції і районі Лагува. Близько 160 тисяч литовців померло в Литовській провінції і районі Лабгува, що було 53 відсотки населення області. Близько 110 тисяч осіб померло в інших місцях Східної Пруссії, яка втратила близько 39 відсотків свого населення під час чуми.

##### До 1914 і стан на сьогодення
Литовці і литовська мова були вельми розповсюдженні в Малій Литві на початку 20-го сторіччя, хоч найбільше литовців було біля Німану — Клайпеда, Тільзіт, Рагніт. В кінці війни, німецьке і литовське населення колишньої Східної Пруссії було депортоване до Західної Німеччини. 170 000 прусських литовців мешкало в Східній Пруссії, до 1914.
В Малій Литві не було германізації до 1873. Прусські литовці добровільно сприймали німецьку культуру. У 20-сторіччі велика кількість литовців вважали себе мемельцями або німцями. За Версальським договором Східна Пруссія була поділена на чотири частини: між Польщею, Німеччиною, Данцигом, і Литвою), Литва розпочала кампанію литовизації Клайпедського краю. У регіональному переписі of 1925, понад 26 % назвали себе литовцями і понад 24 % мемельці, і понад 41 % німцями. Результати виборів до Ландтагу (місцевий парламент) між 1923 і 1939 показав приблизно 90 % голосів за німецькі політичні партії і близько 10 % за національні литовські партії.
Колишня мова литовників (яка дуже подібна до стандартної литовської) зараз розмовна і відома тільки близько декілька сотень осіб колишніх мешканців Малої Литви. Майже всі колишні прусські литовці — зокрема литовськомовні — нівелюються з німецькомовними пруссаками, наприкінці 19-го сторіччя внаслідок впливу німецької культури і відносин мешканців Східної Пруссії, які значно пожвавились протягом 19-го сторіччя. Більшість литовників мігрували до Німеччини разом з німцями і зараз живе там.
Прусські литовці говорили на західній, аукштанській говірці, мешканці Курської затоки називали себе курши (для порівняння хліб за литовською, за говіркою жмуді «donininkai»; та говіркою литовників — dūna, dona and douna) незначна частина литовників говорила за дзукіанською говіркою. Прусські литовці ніколи не називали себе і власну мову Жмудь.

#### Давні прусси
Давні прусси були автохтонними і головними мешканцями земель, які пізніше стали основними землями Тевтонського Ордену. Після завоювання, прусське дворянство стало васалами Ордену і германізувалось. Офіцерам Ордену були заборонено говорити прусською з місцевими мешканцями в 1309. Після анулювання Ордену і введення протестантства стан пруссаків став чимось кращим, три катехізиси на прусській мові було випущено в 1545 і 1561. Сільські мешканці Пруссії були асимільовані литовцями в північній половині Східної Пруссії, німцями і поляками в південній половині її. Були місцевості в Східній Пруссії, де литовці і пруссаки складали більшість мешканців. Прусські литовці і німеці були меншиною, до 16-го і початку 17-го сторіччя на півострові Самбіа. Пізніше німці стали етнічною більшістю на півострові та в Малій Литві в цілому. Останній носій прусської мови помер наприкінці 17-го сторіччя.

#### Німці
Тубільні німці, які жили в Пруссії після розширення у 13-му сторіччі, мешкали здебільшого в західних і південно-західних частинах Пруссії і були етнічною меншиною до 18-го сторіччя. Німці були політично домінуючою етнічною групою в Східній Пруссії. Відсоток німців в Малій Литві був низьким до 1709-11. Пізніше німці стали головною етнічною групою Пруссії.

#### Поляки
Поляки мешкали в Пруссії, особливо в Мазурії (близько 7000 км²) і католицький Вармії (близько 4000 км²) до 17-го сторіччя. Поляки складали близько однієї третини мешканців Східної Пруссії в останні сторіччя.

### Германізація
Процес германізації інших етнічних груп був складний. Він включав пряму і непряму германізацію. Старі пруссаки відрізнялися після того, як вони були завойовані, хоча старого прусського дворянства не було. Їм не дозволялося жити в містах і тільки дозволялося зайняття сільським господарством. Ситуація прусських литовців була мабуть подібна за раніші часи. Прусські литовці платили вищі податки і зазвичай не мали ніякої особистої свободи і ніякого послідовного закону. Високе оподаткування було причиною поганої економічної ситуації литовців і найбільшої смертності у Східній Пруссії протягом чуми 1709-11. Було близько 9 тисяч не оподаткованих ферм після чуми і колонізація мала назву, Великий старт. Його кінцева стадія припала на 1736-56.
Німцям віддавалося перевага урядом, під час нового заселення ферм. Тому співвідношення німців зросло до 13.4 відсотків в селах Литовської провінції. У 1800 більшість литовських пруссів були грамотні і двомовні: литовська і німецька мови. Не був ніякої германізації до 1873. Після об'єднання Німеччини 1871 так званий германізовані литовці, не литовники, вивчали німецьку мову в школах — звичайна практика у всіх державах. Германізація прискорилась в другій половині 19-го сторіччя, коли німецька мова була зроблена обов'язковою в навчальній системі на всіх рівнях, хоча газети, книги вільно видавались і церковні послуги на литовській мові трималися навіть за Нацистські часи, литовська періодика в Малій Литві, як наприклад Auszra або Varpas, литовські комуністи міжвійськового часу друкували власні періодики в Малій Литві до 1933. Наприкінці 19-го і на початку 20-го сторіччя багато прусських литовців солідаризувалися більше з німцями, ніж з литовцями можливо внаслідок германізації.

## Національне відродження
У Кеніґсберзькому університеті було створено першу кафедру литовської мови (1718).
У часи, коли в Російській імперії діяла заборона на литовську писемність (1864—1904) в містах Тільзіт, Бітенай і Рагайне друкувалися литовські книги, що їх потім книгоноші таємно переносили через німецько-російський кордон.
Наприкінці XIX ст. у Малій Литві з'явилися перші періодичні видання, які закликали до відновлення незалежної Литовської держави.
1895 року на горі Рамбинас відбулося перше литовське свято пісні, ініціатором проведення якого був культурний діяч Малої Литви, хормейстер і письменник Відунас.